# Brighton-Le-Sands
Brighton-Le-Sands är en del av en befolkad plats i Australien. Den ligger i kommunen Rockdale och delstaten New South Wales, i den sydöstra delen av landet, omkring 12 kilometer sydväst om delstatshuvudstaden Sydney. Antalet invånare är 7 193.
Trakten är tätbefolkad. Närmaste större samhälle är Sydney, omkring 12 kilometer nordost om Brighton-Le-Sands. 
Genomsnittlig årsnederbörd är 1 507 millimeter. Den regnigaste månaden är juni, med i genomsnitt 232 mm nederbörd, och den torraste är juli, med 39 mm nederbörd.